# Chankillo
Chanquillo foi um sítio arqueológico do Peru, é um antigo complexo monumental no deserto costeiro peruano , localizado na bacia dos rios Casma e Sechin na Região de Ancash. As ruínas incluem a colina onde foi construído um forte, o observatório solar das treze torres, além de áreas residenciais e de convivência. As treze torres foram interpretadas como um observatório astronômico construído no século IV a.C.  A cultura que vivia nesta região era conhecida como Sechín. 
O sítio arqueológico abrange cerca de quatro quilômetros quadrados e já foi considerado um forte, um baluarte, um centro cerimonial e atualmente um templo fortificado. 

## Localização
Chanquillo  está localizado no quilômetro 361 da rodovia Panamericana Norte, na margem esquerda do Rio Casma ao sul do vale de San Rafael.

## Datação
A datação por radiocarbono feita através de AMS resultou num intervalo entre 320 a.C. e 200 a.C., colocando sua ocupação no final do período Horizonte Inicial (1500 a.C. - 200 a.C.). 

## Finalidade
As treze torres de Chankillo se posicionam no eixo norte-sul ao longo dos 300 metros do cume de uma colina baixa; eles estão relativamente bem preservados e cada uma tem um par de escadas que levam até o topo. As estruturas das torres são retangulares, medindo entre 75 e 125 metros quadrados, são regularmente espaçadas - formando um horizonte "dentado" com intervalos estreitos e regulares. A cerca de 230 m a leste e a oeste localizam o que os cientistas acreditam serem dois pontos de observação. Olhando a partir destes pontos de observação poderia-se saber em que estação estamos ao longo do ano. Assim no solstício de verão, que no Peru é em dezembro, você poderia ver o Sol à direita da torre mais à direita, já no solstício de inverno, em junho, você veria o Sol se levantar à esquerda da torre mais à esquerda, e no equinócio veria o Sol se levantar na torre do meio. 
Já a finalidade do forte é discutível pois nele não há parapeitos, e apesar de serem encontradas instalações para o armazenamento de água ou armas, existe um número aparentemente excessivo de portões. Além disso, foram encontradas barreiras do lado de fora dos portões, ao invés de dentro, esses portões são contrários a qualquer lógica estratégica. Finalmente, a localização do forte isolada no topo da colina, embora tenha características defensivas, deixavam os campos e as fontes de água potável desprotegidas. Por isso vários estudiosos consideram que estruturas como Chankillo fossem utilizados como cenários para batalhas rituais. 
Em 2021 o sítio foi incluído na lista de Património Mundial da UNESCO.